# Cratere Tontu
Tontu è un cratere sulla superficie di Callisto.